# Лусерн Вали (Калифорнија)
Лусерн Вали (енгл. Lucerne Valley) насељено је место без административног статуса у америчкој савезној држави Калифорнија.

## Демографија
По попису из 2010. године број становника је 5.811.
| Група             | 2000.    | 2010.         |
| Белци             | 0 (0,0%) | 3.880 (66,8%) |
| Афроамериканци    | 0 (0,0%) | 170 (2,9%)    |
| Азијати           | 0 (0,0%) | 90 (1,5%)     |
| Хиспаноамериканци | 0 (0,0%) | 1.447 (24,9%) |
| Укупно            | 0        | 5.811         |